# Soerzjyk

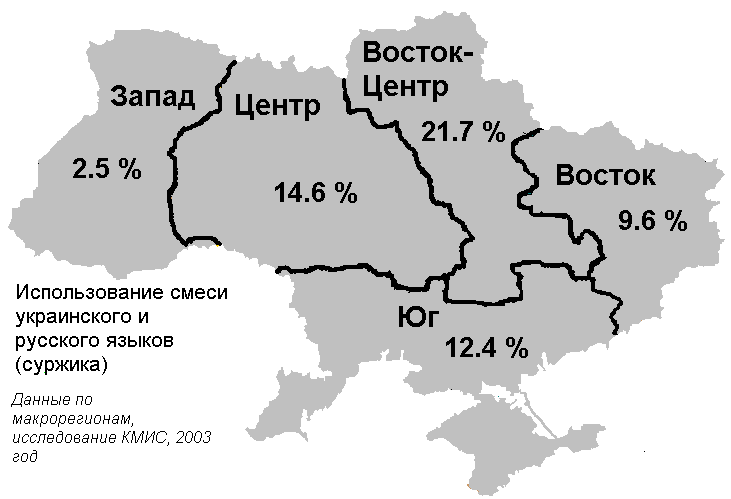
Russisch kaartje met het gebruik van Soerzjyk in Oekraïne volgens een enquête door het Internationaal Instituut voor Sociologie van Kiev in 2003 (gegevens per macro-regio)

Soerzjyk (Oekraïens/Russisch: суржик) is een mengtaal gesproken in het midden en westen van Oekraïne. De taal is gebaseerd op Russisch en Oekraïens en wordt, gewoonlijk naast Oekraïens of Russisch, gebruikt door zo'n vijftien tot twintig procent van de Oekraïense bevolking. Soerzjyk betekent letterlijk brooddeeg gemaakt van twee soorten graan, bijvoorbeeld rogge en tarwe.
De taal heeft een goeddeels Russische woordenschat en een Oekraïense uitspraak. De grammatica is grotendeels Oekraïens, maar heeft ook Russische invloeden. Hoe groot de Russische component is, verschilt per idiolect, maar over het algemeen is de Russische invloed het grootst tegen de Russische taalgrens aan – het oosten van Oekraïne is vanouds al Russischtalig en de Krim is nooit Oekraïenstalig geweest – en rond de grote steden Kiev en Odessa, die al langer geleden gerussificeerd waren.
Het Soerzjyk is waarschijnlijk in de tsarentijd in de steden ontstaan, toen de volkstaal in zeer laag aanzien stond en mensen met enige opleiding op het Russisch overstapten. Op het platteland begon dit proces pas veel later: na de Tweede Wereldoorlog. In de meeste steden wordt naast Standaardoekraïens ook Standaardrussisch gesproken. Met het opkomend Oekraïens zelfbewustzijn sinds de onafhankelijkheid van de Sovjet-Unie in 1991 is het prestige van het Oekraïens toegenomen en wordt het Soerzjyk vooral gezien als gebroken Russisch. Het wordt vaak gebruikt om een komisch effect te sorteren, bijvoorbeeld in de kluchten van Les Podervjanski.
Het Soerzjyk is te vergelijken met het Stadsfries op Nederlandse bodem en vertoont veel verwantschap met het Trasjanka in Wit-Rusland.
| Soerzjyk         | Russisch | Oekraïens |
| ---------------- | -------- | --------- |
| да               | да       | так       |
| нє               | не       | ні        |
| када             | когда    | коли      |
| щас/січас        | сейчас   | зараз     |
| всєгда           | всегда   | завжди    |
| нікогда          | никогда  | ніколи    |
| напрімєр         | например | наприклад |
| мєжду            | между    | між       |
| вмєсто           | вместо   | замість   |
| рядом            | рядом    | поруч     |
| язик (ook: taal) | язык     | мова      |
| больніца         | больница | лікарня   |